# Samostan dominikank Studenice
Samostan dominikank stoji v naselju Studenice v občini Poljčane,

## Zgodovina

### Srednji vek
Pred letom 1237 je vdovela Zofija Rogaška ustanovila hospital, ki je postal omenjenega leta bogatejši za 20 kmetij, darilo njene sestre Rikarde . Ta je bil sprva namenjen oskrbi popotnikov in romarjev ter onemoglih domačinov. Do leta 1245 je Zofija Rogaška skupaj s sestro Rikardo Kumperško na mestu hospitala ustanovila ženski samostan, s soglasjem oglejskega patriarha Bertolda Andeškega.
Do leta 1249 je imel po kraju ime tudi samostan, ki je bil z dovoljenjem oglejskega patriarha prekrščen v »Fons Gracie«.
Kmalu po letu 1277 je Zofija Rogaška umrla, pred svojo smrtjo pa je z oporoko poskrbela za razvoj samostana. Nedvomno je bila Zofija predstojnica studeniškega samostana , čeprav jo dokumenti iz naslednjih let omenjajo zgolj kot redovnico. Studeniške nune so kasneje na lastno željo prevzele pravila drugega reda, namreč dominikanskega, po katerem so se ravnale nune  samostana Adergas (ustanovljenega 1238) in marenberškega samostana, (ustanovljenega 1251). Studeniške redovnice so se očitno ravnale po dominikanskih konstitucijah, zato so se želele povsem pridružiti dominikanskemu redu. Inkorporacijo v dominikanski red s strani vrhovne redovne uprave je studeniški samostan dosegel šele leta 1287.
S širitvijo so se večale tudi potrebe po novih prostorih. Leta 1277 je bila posvečena cerkev Marijinega oznanjenja (najverjetneje je bila dozidana k prvotno stoječi cerkvi iz okoli leta 1220). V samostan so vstopale predvsem hčere iz bogatih plemiških družin.
Z letom 1468 se je pričelo obdobje najhujših turških vpadov na slovensko ozemlje, ko so Turki opustošili tudi posesti studeniškega samostana, kar je povzročilo gospodarsko stagnacijo samostana. Ko se je leta 1487 tu ustavilo odposlanstvo oglejskega patriarha, je Paolo Santonino v svoj popotni dnevnik (COBISS) zapisal, da je škof Peter iz Caorle na novo posvetil od Turkov oskrunjeno cerkev, dva oltarja in pokopališče.  Adolf Hytrek je zapisal, da so v tem času izginili tudi posmrtni ostanki ustanoviteljic samostana Zofije Rogaške in Rikarde Kumperške, ker so našli njuni grobnici odprti in prazni. Ne izključuje se dejstva, da so Turki izpraznili grobnici, ker so iskali morebitne dragocenosti, možno pa je tudi, da so nune pred vpadom Turkov same prestavile njune posmrtne ostanke na drugi kraj. V eni od knjig studeniške kronike naj bi bilo celo zapisano, da sta pokopani pri Treh Kraljih na Pohorju, vendar se o tem ni ohranilo nobenih pisnih ali stvarnih dokazov. Do konca stoletja so bili v samostanu navzoči spori, širile so se govorice o neprimernem življenju, kar je privedlo do odstavitve priorice leta 1495.

### Novi vek
16. stoletje, zlasti še njegova druga polovica, je pomenila za studeniški samostan čas krize redovnega življenja, kar je bil odraz krize verskega in cerkvenega življenja nasploh. Redovna disciplina je propadla do te mere, da je postal vprašljiv sam obstoj samostana.
Pred letom 1526 so v Studenicah pomrle vse redovnice, zato je cesar Ferdinand I. pripomogel, da so v Studenice preselile redovnice drugih dominikanskih samostanov, najverjetneje iz velesovskega in marenberškega. Zaradi klavrnih razmer v samostanu po letu 1570, so dve priorici zaprli, leta 1572 pa je bila za upraviteljico imenovana Marjeta Harder, priorica graškega samostana.
V času katoliške verske prenove na začetku 17. stoletja so se razmere izboljšale tudi v studeniškem samostanu. Leta 1634 so se spet pričeli kmečki nemiri, ki so se v naslednjem letu sprevrgli v vsesplošni kmečki upor. Uporni kmetje so samostan oropali in uničili inventar. Z grofico Uršulo Patačić pl. Zajezda je prihajalo v Studenice vse več hčera iz ogrsko-hrvaškega plemstva, medtem ko so bile ostale iz notranjeavstrijskih dežel. Razdelitev redovnic na dve strani glede na narodno pripadnost, je povzročilo 25-letne spore in sovraštvo v samostanu. V času prioric Uršule Patačić in Helene Mirković sta bili pozidani cerkev sv. Lucije na griču nasproti samostana in cerkev sv. Treh kraljev v Ješovcu. Po smrti priorice Helene nekdanji prepiri niso več razjedali redovnega življenja v konvertu. Ker si je svetna oblast prizadevala, da bi bile izvoljene za predstojnice nune s smislom za gospodarstvo, je bil nov zagon dosežen tudi na tem področju.

### Razpustitev samostana
Cesar Jožef II. je v luči razsvetljenskih reform leta 1782 razpustil tri ženske dominikanske samostane: marenberškega, studeniškega in velesovskega, nekoliko kasneje pa tudi oba moška samostana: na Ptuju (1786) in v Novem Kloštru (1787). Studeniški je bil ukinjen z dvornim dekretom z dne 8. marca 1782, za postopek ukinitve pa je bil imenovan grof Franc Podstatzky-Liechtenstein, ki je nune o ukinitvi obvestil 21. marca. V samostanu je tedaj živelo 16 redovnic in tri novinke, priorica pa je bila Marija Neža Hazl, izvoljena leta 1780. Vse so se odločile za laični stan, za kar so morale za dovoljenje prositi krajevnega ordinarija, tedanjega goriškega nadškofa grofa Rudolfa Jožefa Edlinga. Oblast je redovnicam po razpustitvi zagotovila tudi določena finančna sredstva.
Uradniki in posli so ostali še nadalje v državni službi, za duhovno oskrbo pa sta kot prej skrbela dva duhovnika. Ker v neposredni bližini Studenic ni bilo župnije, se je samostanska cerkev izognila usodi rušitve, kot se je to zgodilo z mnogimi drugimi samostanskimi cerkvami.
Samostan s cerkvijo predstavlja najdragocenejši spomenik romanike na Slovenskem. Vhod v cerkev krasita dva kleka. Notranjost cerkve je v glavnem baročna, to podobo je cerkev dobila v 18. stoletju. V stene so vzidani antični nagrobniki. V cerkvi je tudi sarkofag mučenca sv. Fidelija, ki so ga prinesli iz katakomb v Rimu.

### 18. stoletje
Konec 18. stoletja so v studeniškem samostanu uredili dve šoli, in sicer t. i. samostansko dekliško šolo ter »delovno šolo«. Nekateri viri poročajo, da je bila v samostanu ustanovljena prva šola že leta 1556.
Leta 1788 je studeniški trg skupaj z nekdanjim samostanom s cerkvijo in župniščem zajel požar. Razširil se je tudi na okoliške hiše ter grad. Južni in vzhodni trakt samostana so po njem odstranili, ostale stavbe pa postopoma popravili.
Leta 1826 se je država odločila za odprodajo samostana. Studeniško posest brez posesti Frajštajn je od verskega sklada leta 1827 kupil Martin Linner, a jo še istega leta prodal Alojzu Šparovcu, po smrti njegovega dediča Ludovika jo je leta 1876 kupil Anton Papst. Leta 1882 je postal lastnik ing. Franc Egger.

### Magdalenke
Duhovnik Adolf Hytrek, kasnejši spiritual pri studeniških nunah, je iskal za samostan sester magdalenk primeren kraj za naselitev. Ker jim je lokacija ustrezala, so magdalenke iz Lubana v Šleziji (danes Poljska), iz nadškofije Wroclaw, posest leta 1885 odkupile. Tamkajšnji samostan magdalenk je bil ustanovljen že leta 1230 .V Studenicah se je leta 1885 naselilo 19 magdalenk s priorico, ki so se odcepile od samostana v Lubanu in so v Studenice prispele preko Czrnowanza, Ribnika (Poljska) in Zagreba.
Nemci so 17. julija 1941 magdalenske redovnice izselili in posest zasegli, samostan pa je bil med vojno požgan s strani partizanov.

### Nacionalizacija
Po vojni so se sicer redovnice vrnile, vendar le do leta 1949, ko je bil ta nacionaliziran. Po nacionalizaciji so pravico do uporabe samostana in pripadajočih okoliških površin prejeli Kmetijski kombinat Slovenska Bistrica, Agrokombinat Maribor, Gozdno gospodarstvo Maribor, Cestno podjetje Maribor, Lovska družina Poljčane in Krajevna skupnost Studenice.
Samostan je bil po nacionalizaciji naseljen z različnimi stanovalci, zadnja leta je bil v propadajočem stanju, z denacionalizacijo pa je bil vrnjen Cerkvi leta 2000. Štiri leta kasneje se je začela obnova objektov, ki sta jo sofinancirala Rimskokatoliška škofija Maribor in Ministrstvo za kulturo, vendar le-ta ni bila dokončana. V delno prenovljenem največjem objektu je škofija načrtovala ustanovitev doma za ostarele občane, ki bi ga upravljala škofijska škofijska Karitas, vendar je bil ta načrt začasno zavrnjen, ker ni uspela pridobitev državne koncesije.
Medtem med konventom magdalenk oziroma mariborsko nadškofijo kot pravno naslednico in Republiko Slovenijo poteka tožba, ki gre počasi h koncu. Predmet spora je ravno samostan Studenice, ki ga je država vrnila Cerkvi konec leta 2000, ta pa sedaj terja še odškodnino za čas nezmožnosti uporabe. Za mariborsko nadškofijo kot pravno naslednico je namreč sporno obdobje od uveljavitve zakona o denacionalizaciji decembra 1991 do decembra 2000, ko je država konvektu magdalenk vrnila samostan, saj bi v tem času lahko nadškofija prostore dajala v najem in zanje zaračunavala najemnino.
- Samostan Studenice s cerkvijo
- Grad poleg samostana je služil za obrambo pred Turki
- Notranjost cerkve v samostanu Studenice
- Zofija Rogaška - originalen kip
- Schwartzove orgle iz leta 1733